# ولکی بورک
ولکی بورک (به چکی: Velký Borek) یک منطقهٔ مسکونی در جمهوری چک است که در Mělník District واقع شده‌است.

## خصوصیات
ولکی بورک ۱۰٫۴۲ کیلومترمربع مساحت و ۹۸۳ نفر جمعیت دارد و ۱۷۶ متر بالاتر از سطح دریا واقع شده‌است.